# Almude
O almude é uma unidade de medida de capacidade para líquidos, especialmente para vinho, que variava de região para região. Deriva do árabe al-mudd e aparece na documentação portuguesa desde a primeira metade do século XI. Tal como nas regiões ibéricas sob domínio árabe, a sua capacidade tinha no noroeste cristão e nesta época um valor próximo de 0,7 litros. No sistema do Condado Portucalense, o almude equivalia a 2 alqueires (cerca de 6,7 litros). No sistema introduzido por Dom Afonso Henriques e utilizado quase até ao fim da primeira dinastia, parece que o almude equivalia ao alqueire desse sistema (8,7 litros). No sistema introduzido por Dom Pedro I, o almude equivalia novamente a 2 alqueires (cerca de 19,7 litros). No sistema de Lisboa, adaptado e generalizado a todo o reino por Dom Manuel I, o almude equivalia a cerca de 16,8 litros.
Na época moderna, o almude oficial era pois de 16,8 litros, no entanto, em diferentes regiões de Portugal, usavam-se almudes que podiam atingir o equivalente a dois alqueires. Além disso, podiam existir almudes diferentes para diferentes líquidos. Assim, por exemplo, no concelho de Santo Tirso havia duas medidas distintas: a norte do rio Ave, um almude equivalia a 15 litros de vinho. No mesmo concelho, no Vale do Leça, já equivalia a 25 litros. Em Coimbra o almude era equivalente a 20 litros se fosse de vinho e 10 litros se fosse de azeite. 